# Jill and Me
Pour plus de détails, voir Fiche technique et Distribution.
Jill and Me (Heterosexual Jill) est un film américain réalisé par Michelle Ehlen, sorti en 2013.

## Synopsis
Jill fait partie d'un groupe d'ex-lesbiennes, car elle souhaite devenir hétérosexuelle. Elle était sortie avec Jamie, une actrice rencontrée sur un tournage, pensant que c'était un homme. Une femme du groupe lui suggère de ressortir avec Jamie en sachant maintenant que c'est une femme, pour se libérer de son homosexualité. Jill revoit alors Jamie, mais ses sentiments deviennent plus compliqués qu'elle l'avait prévu. Pendant ce temps, sur le tournage où travaille Jamie, David et Lola se disputent le beau José qu'ils cherchent chacun à conquérir.

## Fiche technique
- Scénario : Michelle Ehlen
- Réalisation : Michelle Ehlen
- Photographie : Olivia Kuan
- Montage : Michelle Ehlen
- Musique : Harold Squire
- Production : Ballet Diesel Films
- Format : 1.78 : 1, couleur, stéréo
- Durée : 80 minutes
- Sortie : États-Unis : 26 juin 2013	(Frameline Film Festival)

## Distribution
- Jen McPherson : Jill
- Michelle Ehlen : Jamie
- Keye Chen : David
- Shaela Cook : Lola
- Geovanni Gopradi : José
- Lauren Nash : Ruby
- Katy Dore : Sandy
- Shaun Landry : Cassandra

## Récompenses
- Barcelona International Gay & Lesbian Film Festival 2013 : mention spéciale du jury
- Festival international du film de Cleveland 2014 : Focus on Filmmakers
- Pride Film Festival (US) 2014 : meilleur film